# Roylea cinerea
Roylea cinerea – gatunek rośliny z rodziny jasnotowatych. Jest jedynym gatunkiem należącym do monotypowego rodzaju Roylea. Występuje w północno-zachodnich Indiach i w Nepalu.

## Morfologia
PokrójKrzew pokryty prostymi, pojedynczymi włoskami.
LiścieOgonkowe, o blaszce jajowatej, karbowanej.
KwiatyZebrane w wierzchotki po kilka (do 6) tworzące luźny kwiatostan złożony. Kielich rurkowaty, rozszerzający się, zakończony 5 ząbkami podobnej lub nieco różnej wielkości. Korona kwiatu wyraźnie dwuwargowa, barwy różowej do białej. Górna warga kapturkowata, wydłużona, od zewnątrz gęsto owłosiona. Dolna warga z trzema łatkami. Pręciki nie wystają poza koronę.
OwoceKulistawe i gładkie rozłupki.

## Systematyka
Pozycja systematyczna
Gatunek i rodzaj z rodziny jasnotowatych (Lamiaceae), a w jej obrębie z podrodziny Lamioideae.